# 보덕암
표훈사 보덕암(表訓寺 普德庵)은 강원도 금강군 내강리에 있는 절이다.
조선왕실의 특별한 보호를 받았고 귀중한 유물이 많은 것으로도 유명하다. 고구려 안원왕시대에 승려 보덕이 처음 세웠다고 전해지며, 현재 건물은 1675년에 다시 세운 것이다. 절벽에 높게 걸린 암자로 그 아래에 구리쇠 기둥 하나를 받쳐 놓았는데 그 길이가 약 7m이고, 절벽의 높이는 20m가 넘는다. 구리기둥 위에는 사가집•배집•합각지붕을 섞어서 지은 3층 암자를 앉혔다. 크기는 맨 아래층 합각 집의 앞면이 3.35m, 옆면이 85cm이다. 겹처마에 천장은 소란반자를 하고 중단청으로 아름답게 장식하였다. 옆으로 붙은 구름다리를 내려 맨 아래층 널마루를 낀 집안에 들어서면 뒷벽이 절벽인데 그 한가운데에 깊이 5.3m, 넓이 1.6m, 높이 2m 되는 굴이 절벽 바위벽에 뚫어져 있다. 이것을 보덕굴이라고 한다. 보덕암은 황해도 장수산에 있는 현암(懸菴)과 더불어 절벽에 의지하여 지은 희귀하고도 특이한 다락건물로 구리기둥으로 3층이나 되는 집을 떠받들고 있는 건축기교와 지붕을 만드는 데 전통적 건축양식인 배집, 사기집, 합각식 지붕 등을 보기 좋게 배합한 점이 특징이다.
1. ↑  https://encykorea.aks.ac.kr/Article/E0070871